# 1919年中國南北和平談判

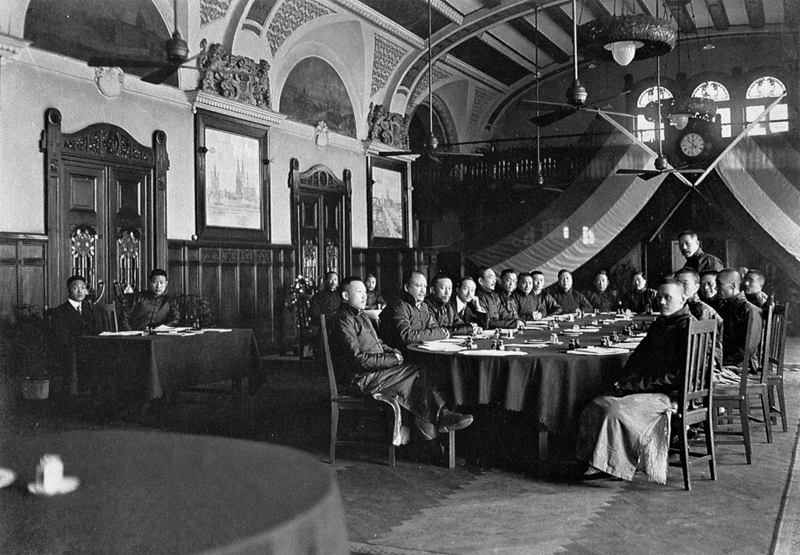
1919年南北和平談判，上海，1919年2月20日。这是北京北洋政府和南方护法军政府在上海举行的议和会议。站立者为北方总代表朱启钤。会议桌左侧为南方代表，从左至右：王伯群、郭椿森、缪嘉寿、章士钊、唐绍仪、胡汉民、曾彦、刘光烈、彭允彝、李述膺、钟文耀。门前方桌后右为贾士毅，左为周诒春。

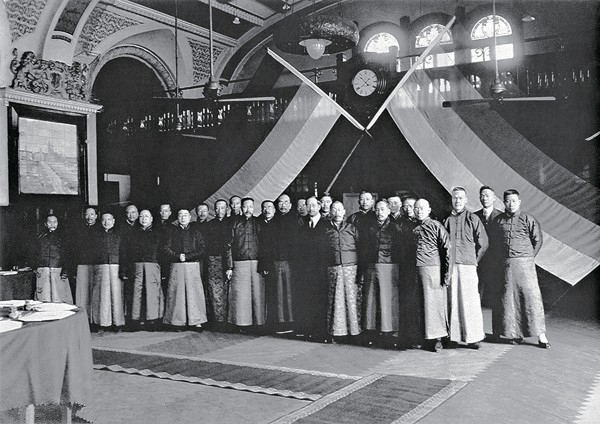
民国八年南北议和会议（上海，1919年2月20日）

1919年中国南北和平谈判，簡稱1919年南北和谈，是中國在1919年2月20日至5月13日之間，由北京北洋政府与南方护法军政府之间的和平谈判。

## 背景
1917年5月下旬，因對德國宣戰一事，大總統黎元洪解除段祺瑞總理職務，倪嗣沖、張懷芝等督軍紛紛宣告獨立，黎元洪求援於安徽督軍張勳。張勳要求解散國會、另定憲法才肯幫忙，黎元洪無可奈何地把國會解散。不料張勳到了北京後，便擁立溥儀復辟，黎元洪逃入日本使館，副總統馮國璋在南京代理總統職務。張勳很快地被段祺瑞擊敗，但是黎元洪不願復職，不久移居天津。段祺瑞重掌北京，續任總理，卻拒絕重開已被解散的國會，他得到梁啟超、湯化龍的支持，即籌組新國會（國會因對德國宣戰一事遭「請願者」圍困，更有國會議員被毆打，議員以為這都是段祺瑞唆使的；段祺瑞被撤去總理職務後，國會曾通過李經羲為繼任總理，假如重開已被解散的國會，段祺瑞的總理職權必被質疑，這將又成一場政爭）。革命派的孫文因此從上海南下廣東，鼓吹護法，要求重開國會，因為得到陸榮廷、唐繼堯等人支持，便在廣州召開國會非常會議，更成立護法軍政府，中國由此出現南北兩個政府，造成了南北對峙的局面，護法戰爭遂於10月在湖南爆發。
1918年10月，戰事打了整一年，四川已被熊克武的靖國軍佔領，北京委任的督軍劉存厚退入陝西，陳炯明的粵軍則佔領了福建大半；南北兩軍在湖南一進一退，戰鬥激烈，陝西、鄂北則戰事膠著，雙方所得無多，但南北兩方財政壓力非常大。北京向外舉債，南方則由廣東一省支拄。主和的代總統馮國璋與主戰的總理段祺瑞同於10月下野，新任大總統徐世昌雖是由主戰的安福系控制的新國會推選，他卻是支持和平談判。吳佩孚自8月始，不斷要求停戰，交通系的梁士詒為了抗衡安福系，明裡暗裡推動國內輿論支持和談。11月，第一次世界大戰結束，徐世昌命令北軍休戰，這時，由岑春煊等主和派控制的廣州軍政府，在英、美、法、日等國駐廣州領事館的勸告下，也同意停戰。

## 過程
1918年2月，英國人李德立建議倣效辛亥革命後清政府與中華民國臨時政府在上海議和一事，再次發起南北議和會。1919年2月20日起，北京北洋政府代表朱啟鈐，南方护法军政府代表唐紹儀在上海舉行和談。南方代表首先要求陝西停戰，撤換陝西督軍陳樹藩，否則議和不能進行。北方未能立即答應，和談停止。4月6日陝西停戰。4月7日和談恢復，南方代表又要求撤換湖南督軍張敬堯，和提出恢復舊國會。北方主張新舊國會合併共同修改“國會組織法”，再重新選舉。4月上旬雙方改為秘密談判，直到五四運動發生，無果。5月6日朱啟鈐唐紹儀聯合通電要求中國外交代表拒絕巴黎和會簽字，請求北京政府釋放被捕學生。5月10日南方代表提出裁廢參戰軍，撤換不恰民情之督軍，取消新國會，恢復舊國會等八條，遭北方拒絕。5月13日南方議和代表全體辭職，隨後北方代表亦辭職。南北和談終止。

## 影響
1920年7月爆發直皖戰爭，段祺瑞皖系勢力失敗，北京新國會被解散。同年8月廣東爆發第一次粵桂戰爭，10月陸榮廷宣告護法軍政府解散，退出廣東。11月粵軍陳炯明迎孫文返回廣州。1921年4月，部分舊國會議員在廣州召開國會，選舉孫文為中華民國非常大總統，宣布北京政府為非法，南北政府對峙之形勢繼續。

### 引用
1. ↑  . 新聞報 (上海). 1918-10-20. 聞組織和平促進會大綱，已於兩次歌筵間從容議妥……推馮國璋爲正會長，周自齊、朱啓鈐爲副會長，梁士詒則仍爲幕後之活動，而以金錢能力爲該會之總指揮
2. ↑  . 北京日報 (北京). 1918-02-25.

#### 书籍
- 郭廷以：《中华民国史事日志》，谷歌图书版